# Irma María Terán Villalobos
Irma María Terán Villalobos es una política mexicana miembro del Partido Encuentro Social. Es diputada local para el periodo de 2018 a 2021.

## Reseña biográfica
Irma Terán es hija de Vicente Terán Uribe «Mijito» y de Irma Villalobos Rascón, quienes en conjunto han desempeñado la presidencia municipal de Agua Prieta, Sonora por cinco periodos: Vicente Terán en tres, de 1997 a 2000, de 2009 a 2012 y de 2015 a 2018; e Irma Villalobos en dos: de 2000 a 2003 y de 2012 a 2015. El 7 de diciembre de 2019 contrajo matrimonio con el también diputado federal Jorge Argüelles Victorero. Inicialmente miembro del Partido Revolucionario Institucional, el 20 de febrero de 2020 anunció su renuncia a dicho instituto político y su ingreso al Partido Encuentro Social, así como su inclusión en el grupo parlamentario de dicho partido.
Es licenciada en Negocios Internacionales y Comunicación por la Universidad Estatal de Arizona y tiene un diplomado en Ciencias y Humanidades por el Sctottsdale Community College. Fue líder juvenil del PRI en Sonora y candidata a diputada al Congreso de Sonora en 2015, no logrando obtener el triunfo, pero ese mismo año fue nombrada subsecretaria de Desarrollo Social y Humano del gobierno del estado por la gobernador Claudia Pavlovich Arellano.
Renunció a la subsecretaria en 2018 para ser candidata a diputada federal plurinominal por el PRI, siendo electa a la LXIV Legislatura. En la Cámara de Diputados es secretaria de la comisión de Asuntos Frontera Norte; e integrante de las de Seguridad Pública, y de Vivienda.